# Храмозданная надпись

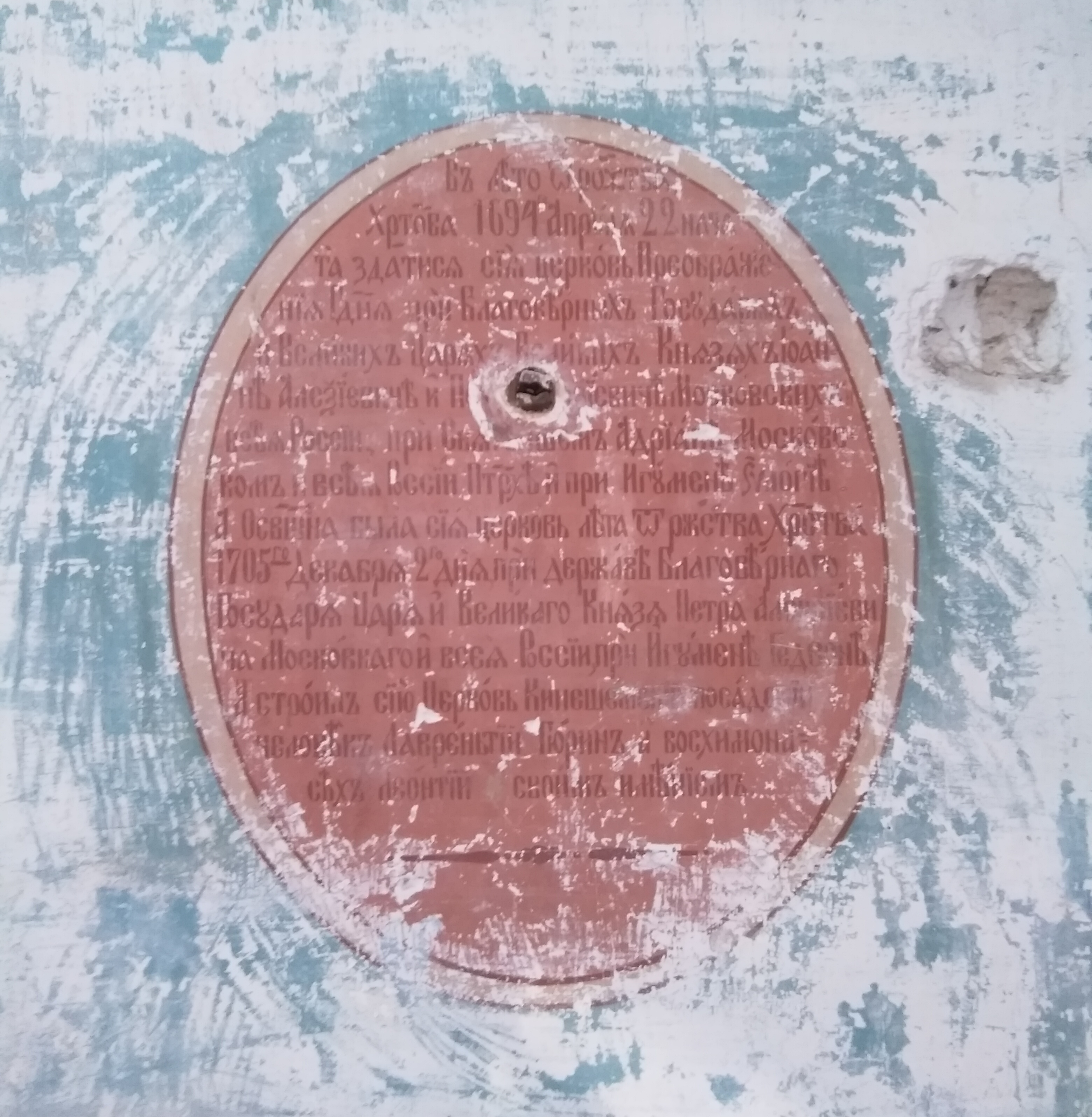
Храмозданная надпись, храм Преображения Господня (Кинешма)

Храмозданная надпись, храмоздательная надпись — монументальная строительная надпись о завершении строительства храма; может содержать также иные исторические сведения. Имеет сакральное значение.
Храмозданная надпись может служить историческим источником о дате завершения строительства храма. Так, из храмозданной надписи стала известна точная дата завершения строительства храма Василия Блаженного. В соборе сохранилось несколько исторических надписей, в которых говорится о завершении строительства храма в 1561 году. Они сделаны на разных материалах в разное время.
Строительные монументальные надписи (лат. tituli operum publicorum et privatorum), фиксирующие сведения о времени и обстоятельствах возведения или реставрации сооружения, вошли в традицию на Древнем Востоке и получили широкое распространение в античном мире. В древнерусской эпиграфике данный тип надписей как самостоятельный обычно не выделяется.